# 燕山大学
燕山大学（燕山大学、英語: Yanshan University）は、中国河北省秦皇島市河北大街西段438号に本部を置く中国の国立大学。1920年創立、1958年大学設置。大学の略称は燕大（えんだい）と呼ばれている。

## 概観

### 教育および研究
理数系等に重点を置く大学で、理系学部が数多く存在する。

## 沿革

### 略歴
- 1920年　前身の「ハルビン中俄工業学校」創立
- 1938年　「ハルビン工業大学」に改称
- 1954年　ハルビン工業大学は国務院による全国重点大学の１校として、北京以外の大学で唯一選ばれる
- 1958年　ハルビン工業大学の重型机械系等をチチハル市フラルキ区（中国第一重型機械集団有限責任公司の所在地）に移転し、　「ハルビン工業大学重型機械学院」として創立される
- 1960年  ハルビン工業大学から分離独立し、「東北重型機械学院」に改称
- 1980年　全国重点大学（合計88所）の1校として指定される
- 1985年　河北省秦皇島市に移転（1997年まで）
- 1997年　現在の「燕山大学」に改称

## 基礎データ

### 所在地
中国河北省秦皇島市河北大街西段438号

## 教育および研究

### 学部構成
機械工学学部
材料科学工学学部
電気工学学部
情報科学工学学部
経済管理学部
建築工学・力学工学学部
理学部
文法学部
マルクス主義学部
外国語学部
環境・化学学部
芸術学部
自動車・エネルギー学部
体育学部

### 大学院
機械工学研究科
材料科学工学研究科
電気工学研究科
情報科学工学研究科
経済管理研究科
建築工学・力学工学研究科
理研究科
文法研究科
マルクス主義研究科
外国語研究科
環境・化学研究科
芸術研究科
自動車・エネルギー研究科
体育研究科

### 学院
国防科学技術学院
里仁学院
職業技術学院
社会人教育学院
国際教育学院